# František Branislav
František Branislav (19. června 1900, Beroun-Závodí – 25. září 1968, Praha-Komořany), vlastním jménem František Blecha, byl český básník.

## Život
František Branislav byl syn berounského hostinského Františka Blechy a matky Antonie, rozené Dvořákové. Dětství strávil ve Strašicích u Rokycan. Gymnázium začal sice studovat v Praze, ale již toku 1913 se s rodiči přestěhoval do Počapel u Králova Dvora a přestoupil ma gymnázium v Berouně, kde roku 1921 maturoval. Ještě jako student gymnázia vystoupil z římskokatolické církve.
Po maturitě začal studovat češtinu a němčinu na Filozofické fakultě Univerzity Karlovy a studium dokončil roku 1926. Po absolvování vojenské služby pracoval v letech 1928–1945 jako úředník Všeobecného penzijního ústavu a zároveň byl knihovníkem Skandinávského a nizozemského ústavu. Od roku 1945 byl literárním referentem Československého rozhlasu, v letech 1952–1955 šéfredaktorem Literárních novin a v letech 1955–1958 šéfredaktorem časopisu Nový život. Současně působil do roku 1959 jako lektor severských literatur na FF UK. Pak se již věnoval zcela literatuře.
Byl dvakrát ženat (svatba v roce 1934 a 1955).

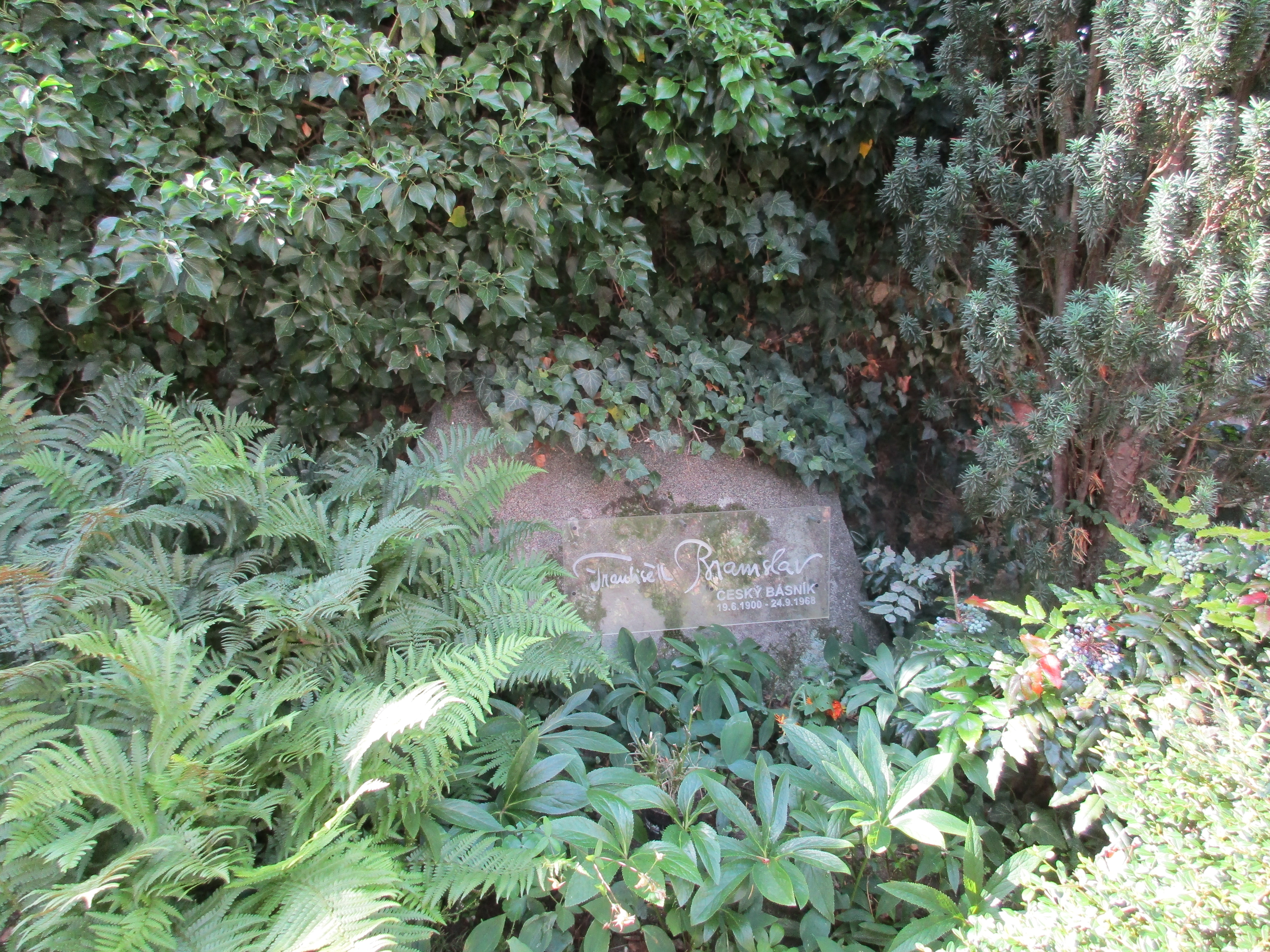
Hrob Františka Branislava, Hřbitov Modřany 21

Je pochován na hřbitově v Praze-Modřanech.

## Dílo
Jeho literární počátky spadají již do dob gymnazijního studia. V Praze se účastnil rušného literárního života a přispíval do různých novin a časopisů (Přerod, Pramen, Host, Národní osvobození, Rozpravy Aventina, Literární noviny, Kritický měsíčník, Právo lidu, Lidové noviny a další). Svůj literární pseudonym si zvolil podle kovolijce Josefa Branislava Mencla z Hořovic, který patřil do kruhu přátel Boženy Němcové. Pro jeho tvorbu měly zvláštní význam jeho cesty do Německa, Dánska a skandinávských zemí a rovněž i poválečné cesty do Polska, Černomoří a Řecka. Ústředním tématem jeho lyrické poezie byl vztah k přírodě, do kterého se promítaly motivy milostné a láska k domovu. Koncem třicátých let se v jeho poezii objevila úzkost o osud vlastního národa.
V padesátých letech se ani Branislav neubránil tehdejší budovatelské rétorice, přesto jeho intimní lyrika vyvažovala citovou chudobu tehdejší poezie. Okouzlení čistotou dětského světa se od počátku padesátých let stalo zdrojem celé řady jeho básní pro děti, které vydá časopisecky (například v Mateřídoušce) a také knižně. Ve verších ke konci jeho života sílil melancholický podtón z vědomí samoty a blížící se smrti.

### Básnické sbírky
- Bílý kruh (1924),
- Na rozcestí (1927),
- Větrná růžice (1930),
- Na houslích jara, podzimu... (1933),
- Věčná země (1939),
- Dým ke hvězdám (1940),
- S uzlíčkem stříbra (1947),
- Pozdrav Polsku (1950),
- Milostný nápěv (1951),
- Krásná láska (1952),
- Večer u studny (1955),
- Prsten na cestu (1957),
- Cesta přátelství (1958), úvod a verše k fotografiím z cesty Antonína Novotného do SSSR,
- Věnec z trávy (1960),
- Moře (1961),
- Řecká sonatina (1962),
- Divertimento a kantiléna (1964),
- Sluneční kámen (1969).

### Poezie pro děti
- Píseň dětství (1952),
- Zlatý déšť (1955),
- Hliněný džbánek (1957),
- Zelené roky (1959),
- Přijďte k nám, muzikanti (1960),
- Naše a vaše (1960),
- Ratolístka (1961),
- Modrý oblázek (1962),
- Ryby, rybky, rybičky (1963),
- Malá říkadla (1963),
- Polní růžičky (1966),
- Básně dětem (1971), souborné vydání, 3 svazky,
- Ezopovy bajky (1973).

### Výbory z poezie
- Básně (1953),
- Lyrika (1957),
- Verše (1960),
- Básně (1968),
- Pramen pod hvězdami (1975),
- Tiše vím (1979),
- Uzlíček stříbra (1980),
- Z rosy a studánek (1980),
- Hodina zvonů (1989), výbor z básní pro děti.

### Překlady
- Bjørn Rongen: Noc všech nocí (1941)
- Larin-Kyösti: Žiji. Lidová demokracie 6. 12. 1959, s. 5.

### Ostatní
- uspořádal sbírku Věrnému vojáku Jonášovi (1928) na paměť J. Jonáše, velitele české legionářské roty Nazdar (společně s Antonínem Rážem a Františkem Hamplem),
- Švédsky na cesty (1939), praktická konverzační příručka,
- uspořádal Básnický almanach 1958 (1959)